# Wenggongwula
Wenggongwula (kinesiska: 翁贡乌拉, 翁贡乌拉苏木) är en socken i Kina. Den ligger i den autonoma regionen Inre Mongoliet, i den norra delen av landet, omkring 280 kilometer nordost om regionhuvudstaden Hohhot. Antalet invånare är 2778. Befolkningen består av 71 331 kvinnor och 1 447 män. Barn under 15 år utgör 13,0 %, vuxna 15-64 år 81 %, och äldre över 65 år 5,0 %.
Genomsnittlig årsnederbörd är 454 millimeter. Den regnigaste månaden är juni, med i genomsnitt 128 mm nederbörd, och den torraste är januari, med 2 mm nederbörd.